# Țogănel Ștefan
Țogănel Ștefan (n. 10 februarie 1888, Voiniceni jud.Mureș ,membru al [[Consiliului Național Sântana de Mureș]] după 1918 membru al [[P.N.R]].

## Date biografice
Născut la 10 februarie 1888 la Voiniceni județul Mureș
Studii 4 clase .
A fost agricultor , membru al Consiliului Național Sântana de Mureș. după 1918 membru al P.N.R 
A decedat la Sântana de Mureș ,la 15 noiembrie 1943 